# Megastigmus gravis
Megastigmus gravis är en stekelart som beskrevs av Nikol'skaya 1966. Megastigmus gravis ingår i släktet Megastigmus och familjen gallglanssteklar.
Artens utbredningsområde är:
- Armenien.
- Ukraina.

Inga underarter finns listade i Catalogue of Life.